# Kardosch-Sänger

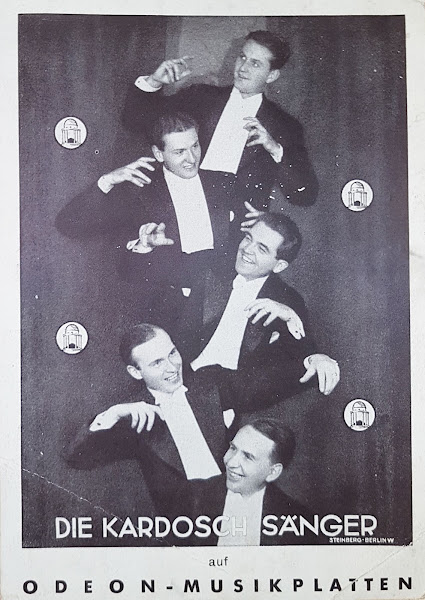
Die Kardosch-Sänger

Die Kardosch-Sänger waren ein Vokalensemble der frühen 1930er-Jahre im Stil der Comedian Harmonists und der amerikanischen Revelers.

## Geschichte
Gründer der Gruppe war der Pianist und Arrangeur István Kardos (in Deutschland genannt Stephan Kardosch), weitere Mitglieder waren Zeno Coste (Erster Tenor), Rudi Schuricke (Zweiter Tenor), Fritz Angermann (Bariton) und Paul von Nyíri (Bass).
István Kardos wurde am 6. Juni 1891 in Debrecen (Ungarn) geboren. Nachdem er 1913 an der Musikakademie in Budapest sein Diplom als Komponist erhalten hatte, war er als Pianist und Kapellmeister in Debrecen, Budapest und Bern tätig. Anschließend ging er nach Berlin und übernahm dort im September 1929 Jahre das Abel-Quartett, das von nun an überwiegend unter dem Namen Five Songs fungierte. Im Mai 1932 gründete Kardos seine eigene Gruppe, die Kardosch-Sänger. Zum ersten Mal in Erscheinung trat die Gruppe in dem Film „Ja, treu ist die Soldatenliebe“ im Sommer 1932, allerdings ist von der endgültigen Besetzung nur Bass Paul von Nyiri zu erkennen. Erste Plattenaufnahmen der Gruppe entstanden im August 1932 in Berlin mit dem Tanzorchester Hans Schindler für Telefunken. Zu diesem Zeitpunkt bestand das Quartett aus Nyiri, Coste, Angermann und einem namentlich nicht bekannten zweiten Tenor. Rudi Schuricke kam ein Jahr nach Gründung der Gruppe als zweiter Tenor hinzu.
Die Kardosch-Sänger absolvierten Tourneen durch ganz Deutschland, dazu kamen Rundfunkauftritte in Kopenhagen, Hilversum, Frankfurt und Berlin. Von November 1932 bis April 1933 waren sie für die Eduard-Künneke-Operette Glückliche Reise am Theater am Kurfürstendamm engagiert. Zwischen 1932 und 1935 nahmen sie etwa 80 Titel für Telefunken, Odeon und die Deutsche Grammophongesellschaft auf. Auf manchen Platten traten die Kardosch-Sänger unter den Namen „Die Idealisten“ oder als „Singing Jokers“ auf.
Die Gruppe war in den Jahren 1932 und 1933 an mehreren Filmproduktionen beteiligt, die aber größtenteils nicht erhalten sind. In dem Film Roman einer Nacht aus dem Jahr 1933 traten sie sichtbar als Sänger in einer Ballszene auf. Neben Zeno Coste, Fritz Angermann und Paul von Nyiri sieht man den namentlich nicht bekannten Vorgänger Rudi Schurickes.
Ab Dezember 1933 waren sie am Wintergarten Berlin engagiert, 1934 und 1935 waren sie mehrere Monate lang mit Willy Reichert auf Tournee, außerdem tourten sie auch mit Barnabas von Géczy und seinem Orchester.
Am 29. November 1935 machte die Gruppe ihre letzten Aufnahmen: „Sie trägt ein kleines Jäckchen in blau“ und „Ich schwöre nur auf Liese“, erschienen auf Odeon O-25603. Kardos und seine Frau waren beide jüdischer Herkunft, Nyiri war mit einer Jüdin verheiratet, so dass beide wegen der Nürnberger Gesetze Berlin verließen. Coste blieb zunächst noch in Deutschland, wo er als Sänger und Kleindarsteller tätig war, bevor er Ende der 30er Jahre in seine Heimat Rumänien zurückkehrte, wo er als Ingenieur arbeitete und nebenberuflich als Solo-Sänger in verschiedenen Chören auftrat. Fritz Angermann (* 5. Februar 1906 in Leipzig) arbeitete ebenfalls als Sänger in Berlin und spielte in dem Film Wunschkonzert (1940) einen Militärarzt; er starb 1944. Rudi Schuricke wurde Mitglied der Spree-Revellers und gründete Ende 1936 das Schuricke-Terzett. István Kardos kehrte nach Ungarn zurück und lehrte von 1949 bis 1957 als Dozent an der Musikakademie in Budapest und von 1952 bis 1963 an der Theater- und Filmhochschule. Er komponierte verschiedene Chorwerke, Kammermusik, und symphonische Werke, und übersetzte Opern und Lieder aus verschiedenen Sprachen. Er starb am 22. Dezember 1975.

## Diskografie

### Diskografie der Schellack-Aufnahmen 1932–1935
Einige ihrer Titel:
- Einfach fabelhaft – Telefunken A 1180
- Was fang ich an mit meiner Sehnsucht – Telefunken A 1184
- Kleine Frau, was nun? – Telefunken A 1224
- Irgendwo auf der Welt gibt’s ein kleines bißchen Glück – Telefunken A 1230
- Dir möcht’ ich mich gerne anvertrau’n – Telefunken A 1230, A 1266, TA 87
- Wenn ich einmal traurig bin – Telefunken A 1258
- Auf Wiedersehn, Baby… – Telefunken A 1311
- Mir ist heut so Millionär zu Mut – Kristall 3335, Kristall 3339, Vier-Schlager-Platte
- Glückliche Reise – Grammophon 25099 A
- Warum, weshalb, wieso – Grammophon 25099 B
- Humoreske – Grammophon 25121 B, Grammophon 2445 B
- Ohne Dich ist die ganze Welt für mich ohne Sonne – Mondial 4069, Paloma 4069
- Hallo, kleines Fräulein – Telefunken A 1480
- Ade zur guten Nacht – Telefunken A 1534
- Die Sonja vom Ural – Odeon O-11951 b, Parlophone R 1760
- Schmetterlinge im Regen – Odeon O-11951 a
- Die Sonne geht auf – Odeon O-11973 a
- Die Leineweber haben eine saubere Zunft – Telefunken A 1602
- Wer hat Angst vor dem bösen Wolf? – Telefunken A 1599
- Der alte Cowboy – Odeon O-25068 a
- Wissen Sie schon? – Odeon O-25068 b
- Viele hunderttausend weiße Blüten – Odeon O-25160 a
- Das Lied, das nur du singst allein – Odeon O-25160 b
- Guten Abend, schöne Frau – Odeon O-25245 b, Parlophon B 49271-I
- Käti! – Odeon O-25245 a, Parlophon B 49271-II
- In Turkestan – Odeon O-25271 a
- Sie hieß Marietta – Odeon O-25558 a
- Wenn der Bobby und die Lisa – Odeon O-25558 b
- Lookie, lookie, lookie, here comes cookie – Telefunken A 2000
- Sensation am Broadway – Telefunken A 2000
- Sie trägt ein kleines Jäckchen in blau – Odeon O-25603 a
- Ich schwöre nur auf Liese – Odeon O-25603 b

(Quelle:)

### Wiederveröffentlichungen (LP und CD)
- Im Rhythmus Der Freude – Folge 2 Du Sollst Mein Glücksstern Sein (LP, 1986), darauf Sensation am Broadway
- Schlagerperlen Aus Der Schellack-Zeit (5 CD-Box-Set, 1997), darauf auf CD 1 track 6: Du, Du, Dudl, Du, Du
- Capriolen. Peter Kreuder und seine Solisten (CD, 2000), darauf track 2: Sensation am Broadway
- Eduard Künneke: Oh Gott, wie sind wir vornehm: Ein Komponistenportrait (CD, 2001), track 15: Warum, weshalb, wieso
- Warum soll eine Frau kein Verhältnis haben – Deutsche Original-Tonfilmschlager Volume 15 (CD, 2002), darauf die Kardosch-Sänger mit zwei tracks (18 und 19): Dir möchte ich mich gerne anvertrauen (mit Louise Gordan) und Käti
- Die Schönsten Deutschen Tonfilm Schlager Von 1929 Bis 1956. Volume 13 – 16 (4 CD-Box-Set, 2002), darauf auf CD 3 track 19: Käti!
- Deutsche Schlager (10 CD Box-Set, 2005), darauf CD 3, track 17: Warum, Weshalb, Wieso und CD 4, track 4: Wenn Der Bobby Und Die Lisa
- Was kann der Sigismund dafür. Tonfilmschlager, Vol. 5 (CD, 2006), darauf track 10: Käti
- Wir flüstern – Gesangsgruppen 1927 bis 1937 (CD, 2009), darauf Track 16: Die Sonja vom Ural
- Die Schlager des Jahres 1933 (2 CDs, 2012), darauf auf CD 2, track 12: Warum, Weshalb, Wieso
- Berlin Swings, Vol. 28. Die goldene Ära deutscher Tanzorchester (CD, 2013), track 13: Ohne Dich ist die ganze Welt für mich ohne Sonne
- Beim 5-Uhr-Tee im Strandcafé. Adalbert Lutter. Originalaufnahmen 1932 bis 1943 (CD, 2013), darauf track 3: Du du dudl du du
- Schlager Rallye (1920 – 1940) – Folge 6 (CD, 2013), darauf track 15: Guten Abend schöne Frau, track 18: Wissen Sie schon und track 20: In Turkestan
- Ein Lied geht um die Welt. Originalaufnahmen 1933 (CD, 2013), darauf track 12: Warum, weshalb, wieso?
- Sensation am Broadway. Schlager Und Tanzmusik der Telefunken 1935 – 1936 (CD, 2013), darauf track 1: Sensation am Broadway
- Rivalen Der Comedian Harmonists. Warum, Weshalb, Wieso? (CD, 2014) Die Kardosch-Sänger sind darauf mit sieben Tracks vertreten (Dir möcht‘ ich mich gerne anvertrau'n, Warum, weshalb, wieso?, Wissen Sie schon?, Guten Abend, schöne Frau, Käti!, In Turkestan, Wenn der Bobby und die Lisa)

- Die Schlager Des Jahres 1935 (2 CDs, 2014), darauf auf CD 1, track 23: Sensation Am Broadway
- Als Der Schlager Laufen Lernte (10 CD-Box-Set, 2014), darauf CD 4, track 7: Warum, Weshalb, Wieso und CD 5, track 3: Wenn Der Bobby Und Die Lisa
- Die Schlagerparade der 30er Jahre (2 CDs, 2015), CD 1, track 23: Sensation Am Broadway

## Filmografie
- 1932: Ja, treu ist die Soldatenliebe[15]
- 1932: Moderne Mitgift
- 1932: Grün ist die Heide
- 1933: Tausend für eine Nacht
- 1933: Keinen Tag ohne dich[16]
- 1933: Roman einer Nacht[10]
- 1933: Glückliche Reise

## Hörbeispiele (Auswahl)
- Wenn der Bobby und die Lisa auf YouTube
- Humoreske (Eine Kleine Frühlingsweise) auf YouTube
- Käti auf YouTube
- Ein Stimmen-Potpourri der Kardosch-Sänger auf YouTube
- Sensation am Broadway auf YouTube
- Warum, weshalb, wieso auf YouTube
- Viele hunderttausend Blüten auf YouTube